# Irving Howe
Irving Howe (The Bronx, 11 giugno 1920 – New York, 5 maggio 1993) è stato un critico letterario statunitense, noto anche per essere stato una figura centrale del partito "Democratic Socialists of America".

## Biografia
Nato con il nome di Irving Horenstein, era figlio di ebrei immigrati della Bucovina, David Horenstein e Nettie Goldman, che avevano un piccolo negozio di alimentari nel Bronx, fallito durante la grande depressione. Il padre divenne dunque un venditore ambulante e stiratore in una fabbrica di vestiti. Anche la madre lavorava nel vestiario. Irving frequentò il City College di New York e si laureò nel 1940. Durante gli studi dibatteva spesso di socialismo, stalinismo, fascismo e giudaismo. La sua figura viene associata alla comunità dei cosiddetti "intellettuale newyorchesi" (i cosiddetti The New York Intellectuals) Fece poi il militare nella seconda guerra mondiale. Tornato a casa cominciò a occuparsi di critica letteraria su riviste come "Partisan Review", "Commentary", "politics", The Nation, "The New Republic" e "The New York Review of Books". Nel 1954 fondò il trimestrale "Dissent" che diresse fino alla morte nel 1993. Negli anni 1950 insegnò inglese e letteratura yiddish alla Brandeis University di Waltham, nel Massachusetts.

## Vita politica
Fin dal tempo dell'università, si interessò di politica militando in gruppi di sinistra e fu socialista per tutta la vita. È stato iscritto alla "Young People's Socialist League", e poi al "Workers Party" di Max Shachtman. Dal 1948 ha fatto parte della "Independent Socialist League", dove aveva un ruolo chiave. Lasciò il movimento all'inizio degli anni 1950. Su richiesta dell'amico Michael Harrington (1928-1989) aiutò a fondare nel 1973 il "Democratic Socialist Organizing Committee" che poi si unì al "Partito Socialista d'America" nel 1982, diventandone vicepresidente. Fu un avversario politico molto attivo contro il totalitarismo sovietico e il maccartismo, mise in discussione la dottrina marxista ortodossa ed entrò in conflitto con la nuova sinistra, dopo averne criticato il radicalismo. Più tardi nella vita, la sua politica gravitò verso un socialismo democratico più pragmatico e si interessò di politica estera con posizioni e argomentazioni politiche e sociali di dissenso. Per tutta la vita fu attaccato per la sua visione politica, con qualche litigio diventato famoso.

## Vita letteraria
Howe ha scritto biografie critiche su Thomas Hardy, William Faulkner, Sherwood Anderson e Lev Trotsky, un importante libro sul rapporto tra politica e narrativa (Politics and the Novel) e diversi saggi teorici sul modernismo, sulla natura della finzione, sul darwinismo sociale. Contribuì al rilancio di Edwin Arlington Robinson, prima dimenticato e poi considerato uno dei poeti più importanti del XX secolo. Attraverso i suoi lavori espose con chiarezza e continuità la sua avversione per il capitalismo.
Ha scritto anche Decline of the New, The World of Our Fathers (una storia culturale degli ebrei americani immigrati dall'Europa orientale, considerato oggi un classico dell'analisi sociale), Socialism and America e l'autobiografia A Margin of Hope. Con World of Our Fathers ha vinto il National Book Award nel 1977.
Howe ha inoltre tradotto e presentato molte storie yiddish, ha commissionato la prima traduzione inglese di Isaac Bashevis Singer a Saul Bellow per la "Partisan Review". Nel 1987, Howe è stato premiato con il MacArthur Fellowship.

## Eredità
Howe morì a al Sinai Hospital di New York per una malattia cardiovascolare. Ha lasciato due figli, Nina, da un primo matrimonio, e Nicholas (1953-2006), con la seconda moglie, Thalia Phillies. È considerato uno dei più importanti intellettuali ebrei del suo tempo, appassionato di politica, letteratura ed ebraismo.

## Opere
- Smash the profiteers: vote for security and a living wage, 1946
- Don't pay more rent!, 1947
- Leo Baeck, The Essence of Judaism (trad. con Victor Grubwieser), 1948
- The UAW and Walter Reuther, 1949 (con B. J. Widick)
- Sherwood Anderson, 1951
- William Faulkner: A Critical Study, 1952
- A Treasury of Yiddish Stories (a cura di, con Eliezer Greenberg), 1954
- The American Communist Party: A Critical History, 1919-1957, 1957 (con Lewis A. Coser e Julius Jacobson)
- Politics and the Novel, 1957
- The Jewish Labor Movement in America: Two Views., 1957 (con Israel Knox)
- Modern Literary Criticism: An Anthology, 1958 (a cura di)
- "New York in the Thirties: Some Fragments of Memory", in Dissent, vol. 8, n. 3 (estate 1961), pp. 241–50
- Edith Wharton: A Collection of Critical Essays, 1962
- George Gissing, New Grub Street, 1962 (a cura di)
- Poverty: Views from the Left, 1962 (con Jeremy Larner)
- Edith Wharton, The House of Mirth, 1962 (introduzione)
- A World More Attractive; A View of Modern Literature and Politics, 1963
- The Basic Writings of Trotsky, 1963 (a cura di)
- György Lukács, The Historical Novel, 1963 (prefazione)
- Orwell's Nineteen Eighty-Four: Text, Sources, Criticism, 1963 (a cura di)
- Sherwood Anderson's Winesburg, Ohio, 1964
- Theodore Dreiser, An American Tragedy, 1964 (postfazione)
- New Styles in "Leftism", 1965
- Thomas Hardy, Jude the obscure, 1965 (a cura di)
- On the Nature of Communism and Relations with Communists, 1966
- Steady Work: Essays in the Politics of Democratic Radicalism, 1953-1966, 1966
- The Radical Papers, 1966 (a cura di)
- Thomas Hardy, Selected Writings: Stories, Poems and Essays, 1966 (a cura di)
- Isaac Bashevis Singer, Selected Short Stories, 1966 (a cura di)
- Thomas Hardy, The Return of the Native, 1966 (introduzione)
- Thomas Hardy, 1967
- The Idea of the Modern in Literature and the Arts, 1967
- Literary Modernism, 1967
- Student Activism, 1967
- The Radical Imagination: An Anthology from "Dissent" Magazine, 1967 (a cura di)
- Shoptalk: An Instructor's Manual for Classics of Modern Fiction. Eight Short Novels, 1968 (a cura di)
- A Dissenter's Guide to Foreign Policy, 1968 (a cura di)
- Classics of Modern Fiction: Eight Short Novels, 1968 (a cura di)
- A Treasury of Yiddish Poetry, 1969 (a cura di, con Eliezer Greenberg)
- Beyond the New Left, 1970
- Decline of the New, 1970
- Essential Works of Socialism, 1970 (a cura di)
- The Literature of America: Nineteenth Century, 1970 (a cura di)
- Israel, the Arabs, and the Middle East, 1970 (a cura di, con Carl Gershman)
- Voices from the Yiddish: Essays, Memoirs, Diaries, 1972 (a cura di, con Eliezer Greenberg)
- The Seventies: Problems and Proposals, 1972 (a cura di, con Michael Harrington)
- The World of the Blue-Collar Worker, 1972 (a cura di)
- A Handbook of Socialist Thought, 1972 (a cura di)
- The Critical Point: On Literature and Culture, 1973
- Yiddish Stories, Old and New, 1974 (a cura di, con Eliezer Greenberg)
- The New Conservatives: A Critique from the Left, 1974 (a cura di)
- World of Our Fathers: The Journey of the East European Jews to America and the Life They Found and Made, 1976
- Saul Bellow, Herzog, 1976 (a cura di)
- New Perspectives: The Diaspora and Israel, 1976 (con Matityahu Peled)
- Jewish-American Stories, 1977 (a cura di)
- Ashes Out of Hope: Fiction by Soviet-Yiddish Writers, 1977 (a cura di, con Eliezer Greenberg)
- Leon Trotsky, 1978
- Delmore Schwartz, In Dreams Begin Responsibilities and Other Stories, 1978 (postfazione)
- Celebrations and Attacks: Thirty Years of Literary and Cultural Commentary, 1979
- Literature as Experience: An Anthology, 1979 (a cura di, con John Hollander e David Bromwich)
- Sholem Aleichem, The Best of (a cura di, con Ruth Wisse)
- Twenty-Five Years of "Dissent": An American Tradition, 1979 (a cura di)
- How We Lived: A Documentary History of Immigrant Jews in America, 1880-1930, 1979 (a cura di, con Kenneth Libo)
- The Threat of Conservatism, 1980 (con Gus Tyler e Peter Steinfels)
- The Making of a Critic, 1982
- A Margin of Hope: An intellectual Autobiography, 1982
- The Portable Kipling, 1982 (a cura di)
- Beyond the Welfare State, 1982 (a cura di)
- Short Shorts: An Anthology of the Shortest Stories, 1982 (introduzione, a cura di Irving Howe e Ilana Wiener Howe)
- Janet Blatter e Sybil Milton, Art of the Holocaust, 1982 (prefazione)
- "1984" Revisited: Totalitarianism in Our Century, 1983 (a cura di)
- Alternatives, Proposals for America from the Democratic Left, 1984 (a cura di)
- We Lived There, Too: In Their Own Words and Pictures—Pioneer Jews and the Westward Movement of America, 1630-1930, 1984 (a cura di, con Kenneth Libo)
- Paula Fox, Desperate Characters, 1984 (postfazione)
- Socialism and America, 1985
- The American Newness: Culture and Politics in the Age of Emerson, 1986
- American Jews and Liberalism, 1986 (con Michael Walzer, Leonard Fein e Mitchell Cohen)
- Ignazio Silone, Bread and Wine, 1986 (introduzione)
- The Penguin Book of Modern Yiddish Verse, 1987 (a cura di, con Ruth Wisse e Chone Shmeruk)
- Primo Levi, If not now, when?, trad. di William Weaver, 1987 (introduzione)
- Israel Joshua Singer, Yoshe Kalb, 1988 (introduzione)
- The Return of Terrorism, 1989
- Selected Writings, 1950-1990, 1990
- Charles Dickens, Oliver Twist, 1990 (introduzione)
- Franz Kafka, The Castle, 1992 (introduzione)
- Charles Dickens, Little Dorrit, 1992 (introduzione)
- Israel Joshua Singer, The Brothers Ashkenazi, 1993 (introduzione)
- A Critic's Notebook, 1994 (a cura di Nicholas Howe)
- The End of Jewish Secularism, 1995
- Michael Harrington, The Other America: Poverty in the United States, 1997 (introduzione)

## Opere in italiano
- Politica e romanzo, trad. Giulio De Angelis, Milano: Lerici, 1962
- Joseph Conrad, Un gruppo di sei, Milano: Bompiani, 1964 (introduzione)
- La terra promessa. Ebrei a New York, trad, di Mariagiovanna Anzil, Milano: Ed. di Comunità, 1984 ISBN 8824502008
- Il meglio dei racconti yiddish, traduzione di Renata L. Cargnelli, 2 voll., Milano: Oscar Mondadori, 1985 (a cura di, con Eliezer Greenberg)
- Trotzkij, trad. di Mariarosa Zannini, Milano: Oscar Mondadori, 1990 ISBN 8804334029